# 12 avril 1965
Le lundi 12 avril 1965 est le 102e jour de l'année 1965.

## Naissances
- Anne Boixel, canoéiste française
- Christophe Lemaire, styliste de prêt-à-porter français
- Frances Newton (morte le 14 septembre 2005), criminelle américaine
- Gervais Rufyikiri, personnalité politique burundaise
- Hicham Hosni, homme politique tunisien
- Hiroshi Kawaguchi, compositeur de jeu vidéo japonais
- Holly One (mort le 8 septembre 2006), acteur italien
- Jonathan Fahn, acteur américain
- Kim Bodnia, acteur danois
- Konstantin Bronzit, réalisateur russe
- Malo Vaga, entraîneur de football samoan
- Missael Espinoza, footballeur mexicain
- Neil Aspin, joueur de football britannique
- Neil Cochran, nageur britannique
- Pavel Soukup, coureur cycliste tchécoslovaque
- Roland Baar (mort le 23 juin 2018), rameur allemand
- Stephan Baeck, joueur de basket-ball allemand
- Vito Petrella, athlète italien

## Décès
- Caroline Otero (née le 4 novembre 1868), chanteuse, danseuse de cabaret et grande courtisane de la belle Époque